# انتفاضة وارسو
انتفاضة وارسو (بالبولندية: Powstanie warszawskie، بالألمانية: Warschauer Aufstand) عملية عسكرية كبرى قام بها جيش المقاومة البولندية المعروف باسم أرميا كرايوفا (بالبولندية: Armia Krajowa) لتحرير العاصمة البولندية وارسو من يد القوات النازية، وجرى الاعداد لهذه الانتفاضة بالاتفاق مع الجيش الأحمر السوفيتي المتمركز على المشارف الشرقية للمدينة مستغلين بذلك تقدم القوات السوفيتية والانسحاب التدريجي للقوات الألمانية في أعقاب الخسائر المتتالية التي لحقت بها في المراحل الأخيرة للحرب العالمية الثانية على الجبهة الشرقية. إلا أن القوات السوفيتية أوقفت تقدمها بعد فترة وجيزة مما أعطى القوات الألمانية الفرصة الكافية لإعادة تنظيم الصفوف وتدمير المدينة والقضاء على المقاومة البولندية التي ظلّت تقاتل على مدار ثلاثة وستين يوما بدون أي دعم خارجي يُذكر.
بدأت الانتفاضة في 1 أغسطس 1944 كجزء من مخطط عام وضعته المقاومة البولندية حمل الاسم الكودي عملية العاصفة (بالبولندية: Akcja Burza)، ومع اقتراب القوات السوفيتية من وارسو أصبح الهدف الأساسي لحركة المقاومة البولندية هو طرد القوات الألمانية من المدينة وتقديم المساعدة فيما يختص بمحاربة ألمانية ودول المحور علاوة على أهداف سياسية ثانوية أخرى تتمثل في تخليص المدينة من القوات النازية قبل أن تقوم القوات السوفيتية في ذلك مما يؤكد السيادة البولندية والدولة البولندية السرية قبل أن تتمكن اللجنة البولندية للتحرير الوطني المدعومة من الاتحاد السوفيتي من السيطرة على الحكم، علاوة على بعض الدوافع الأخرى التي دعت لاندلاع الانتفاضة كاستمرار القوات الألمانية في التحفّظ على البولنديين القادرين على العمل وإرسالهم إلى المصانع الحربية أو المعسكرات للعمل بها علاوة على قيام راديو موسكو بالحث على القيام بالانتفاضة.
مع بداية الانتفاضة نجحت المقاومة البولندية في السيطرة على الجزء الأكبر من وسط المدينة غير أن القيادة السوفيتية تجاهلت المحاولات البولندية لتحقيق أي اتصال لاسلكي بين وارسو وموسكو وتوقف التقدم السوفيتي عند حدود العاصمة البولندية واندلعت حرب الشوارع بين القوات الألمانية وحركة المقاومة البولندية، وبحلول 14 سبتمبر تقدمت القوات البولندية تحت القيادة المركزية السوفيتية وتمكنت من احتلال الضفة الشرقية لنهر فيستولا حيث الجهة القابلة لمواقع المقاومة البولندية، ومع ذلك لم يتمكن سوى 1,200 فرد فقط من أفراد المقاومة من العبور للضفة الغربية إلا أنهم لم يجدوا أي دعم من القوات السوفيتية، علاوة على انقطاع الدعم الجوي السوفيتي من أقرب القواعد الحربية لمسرح الأحداث والتي تبعد خمس دقائق طيران عن العاصمة البولندية، مما رفع من أسهم المزاعم الداعية بتعمّد جوزيف ستالين إيقاف تقدّم قواته لإفشال العملية برمّتها والتأكد من هزيمة القوميين البولنديين والتمهيد للسيطرة على بولندا بعد نهاية الحرب.
من جانبه حاول ونستون تشرشل إقناع كلا من ستالين وروزفلت بتقديم العون لحلفاء بريطانيا من البولنديين ولكن دون جدوى، ومع إصرار الاتحاد السوفيتي على إغلاق مجاله الجوي إضطر تشرشل لإرسال أكثر من 200 طلعة جوية على مستوى طيران منخفض لإرسال المؤن للمقاومة البولندية عن طريق سلاح الجو الملكي بمساعدة قوات جوية تابعة لدول الكومنولث الأخرى مثل القوات الجوية الجنوب إفريقية وأسراب القوات الجوية البولندية العاملة تحت قيادة أركان القوات الجوية لسلاح الجو الملكي البريطاني، ومع فتح الاتحاد السوفيتي لمجاله الجوي قامت قوات الجيش الأمريكي الجوية بإرسال دفعة واحدة من المؤن في إطار عملية فرانتك.
وعلى الرغم من ندرة البيانات المؤكدة حول إجمالي الخسائر البشرية لانتفاضة وارسو إلا أن الإحصائات المتوافرة تؤكد مقتل 16,000 فرد من أفراد حركة المقاومة البولندية علاوة على إصابة 6,000 أخرين إصابات بالغة، في حين بلغت الخسائر المدنية ما يتراوح بين 150,000 و200,000 قتيل راح أغلب ضحية القتل الجماعي، كما تمكنت القوات الألمانية من إلقاء القبض على غالبية اليهود الذين قام أفراد بولنديون بإيوائهم وذلك من خلال حملات التفتيش المنزل المكثفة التي شنتها السلطات الألمانية وتحديدا عناصر الوحدة الوقائية بالإضافة إلى عمليات الإخلاء الكاملة التي أعقبت حملات التفتيش، على الجانب الأخر بلغت الخسائر الألمانية ما يقرب من 8,000 قتيل و9,000 مصاب بينما كلّفت حرب المدن تلك العاصمة البولندية 25% من أبنيتها علاوة على 35% أخرى قامت القوات الألمانية بتدميرها بعد استسلام المقاومة البولندية مما أفقد وارسو المزيد من أبنيتها بعد ما تعرضت إليه مسبقا أثناء أثناء الغزو الألماني السوفيتي المشترك عام 1939 وانتفاضة غيتو وارسو عام 1943 ليدخلها السوفيت في 1 يناير 1945 وقد فقدت المدينة 85% من أبنيتها.

## خلفية تاريخية
في عام 1944، مضت خمس سنوات على احتلال بولندا من قبل ألمانيا النازية. خطط جيش الوطن البولندي لشكل من أشكال التمرد ضد القوات الألمانية. كانت ألمانيا تقاتل تحالف قوى الحلفاء بقيادة الاتحاد السوفيتي والمملكة المتحدة والولايات المتحدة. كانت الخطة الأولية للجيش الداخلي الارتباط بالقوات الغازية للحلفاء الغربيين أثناء تحريرهم أوروبا من النازيين. ومع ذلك، عندما بدأ الجيش السوفيتي هجومه في عام 1943، أصبح من الواضح أنه سيحرر بولندا بدلًا من الحلفاء الغربيين.

قال الحاكم الألماني الجنرال هانز فرانك من كراكوف:
«في هذه البلاد لدينا نقطة واحدة تنبع منها كل الشرور. هذه النقطة هي وارسو. إن لم نحظَ بوارسو في الحكومة العامة، لن تواجهنا أربع أخماس الصعوبات التي علينا مواجهتها».
كانت ألمانيا العدو المشترك للسوفييت والبولنديين، لكنهم كانوا يعملون لتحقيق أهداف مختلفة بعد الحرب؛ أراد الجيش المحلي بولندا رأسمالية موالية للغرب، لكن الزعيم السوفيتي ستالين كان ينوي إنشاء بولندا اشتراكية موالية للسوفييت. أصبح من الواضح أن تقدم الجيش الأحمر السوفييتي قد لا يأتي إلى بولندا كحليف ولكن فقط «كحليف حليف».
كان القائد المحلي، في تفكيره السياسي، ملتزمًا بعقيدة عدوين، إذ كان يُنظر إلى كل من ألمانيا وروسيا على أنهما أعداء بولندا التقليديون، وكان من المتوقع أن يأتي الدعم لبولندا، إن أتى، من الغرب.
كان السوفييت والبولنديين لا يثقون ببعضهم، وكثيرًا ما اشتبك المحاربون السوفيتي غير النظاميين في بولندا مع المقاومة البولندية التي توحدت بشكل متزايد تحت جبهة الجيش المحلي.  قطع ستالين العلاقات البولندية السوفيتية في 25 أبريل 1943 بعد أن كشف الألمان مجزرة كاتين لضباط الجيش البولندي، ورفض ستالين الاعتراف بأمر القتل وندد بهذه المزاعم باعتبارها دعاية ألمانية. بعد ذلك، أنشأ ستالين لجنة رودينكو، التي كان هدفها إلقاء اللوم على الألمان في جرائم الحرب بأي ثمن. قَبِل التحالف الغربي رواية ستالين على أنها حقيقة من أجل الحفاظ على التحالف المناهض للنازية كما هو. في 26 أكتوبر، أصدرت الحكومة البولندية في المنفى تعليمات مفادها أنه إذا لم تُستأنف العلاقات الدبلوماسية مع الاتحاد السوفيتي قبل دخول الاتحاد السوفياتي إلى بولندا، فإن قوات الجيش المحلي ستبقى متأهبة بانتظار المزيد من القرارات.
ومع ذلك، اتخذ قائد الجيش المحلي، تاديوس بور كوموروفسكي، نهجًا مختلفا، وفي 20 نوفمبر، حدد خطته الخاصة، والتي أصبحت تُعرف باسم عملية العاصفة. عند مقاربة الجبهة الشرقية، كان على الوحدات المحلية للجيش المحلي مضايقة الفيرماخت الألماني في المؤخرة والتعاون مع الوحدات السوفيتية القادمة قدر الإمكان. على الرغم من وجود شكوك حول الضرورة العسكرية لانتفاضة كبرى، استمر التخطيط. فُوض الجنرال بور كوموروفسكي ومستشاره المدني من قبل الحكومة في المنفى لإعلان انتفاضة عامة عندما يرون ذلك مناسبًا.

## عشية المعركة
وصل الوضع إلى ذروته في 13 يوليو 1944 عندما عبرت القوات السوفيتية المهاجمة الحدود البولندية القديمة. في هذه المرحلة، كان على البولنديين اتخاذ قرار؛ إما الشروع في الانتفاضة في الوضع السياسي الصعب الحالي والمخاطرة بخسارة الدعم السوفييتي، أو الفشل في التمرد ومواجهة الدعاية السوفيتية التي تصف الجيش المحلي بأنه عاجز أو أسوأ من ذلك إذ تصفهم الدعابة بأنهم متعاونون نازيون. كانوا يخشون أنه إذا تحررت بولندا من قبل الجيش الأحمر، فإن الحلفاء سيتجاهلون الحكومة البولندية التي تتخذ من لندن مقرًا لها في أعقاب الحرب. ازدادت الحاجة الملحة لاتخاذ قرار نهائي بشأن الإستراتيجية إذ أصبح من الواضح أنه بعد التعاون البولندي السوفياتي الناجح في تحرير الأراضي البولندية (على سبيل المثال، في عملية أوسترا براما)، قامت قوات الأمن السوفيتية في مؤخرة الجيش بإطلاق النار على الخطوط الأمامية أو القبض على الضباط البولنديين وتجنيد الرتب الدنيا بالقوة في القوات التي يسيطر عليها السوفييت. في 21 يوليو، قررت القيادة العليا للجيش المحلي أن الوقت لبدء عملية العاصفة في وارسو بات وشيكًا. كان الهدف من الخطة أن تكون بمثابة تجسيد سياسي للسيادة البولندية وكعملية مباشرة ضد المحتلين الألمان. في 25 يوليو، وافقت الحكومة البولندية في المنفى (بدون علم وضد رغبات القائد العام البولندي الجنرال كازيميرز سوسنكوفسكي) على خطة الانتفاضة في وارسو مع تحديد التوقيت محليًا.
في أوائل صيف عام 1944، تطلبت الخطط الألمانية من وارسو أن تكون بمثابة المركز الدفاعي للمنطقة وأن يُحافط عليها بأي ثمن. كان الألمان قد شيدوا وعززوا قواتهم في المنطقة. تباطأت هذه العملية بعد فشل مؤامرة 20 يوليو لاغتيال رأس النظام النازي أدولف هتلر، وفي ذلك الوقت تقريبًا، كان الألمان في وارسو ضعفاء ومحبطين بشكل واضح. ومع ذلك، بحلول نهاية يوليو، تعززت القوات الألمانية في المنطقة. في 27 يوليو، دعا حاكم مقاطعة وارسو، لودفيج فيشر، مئة ألف رجل وامرأة بولنديين إلى العمل كجزء من خطة تتخيل قيام البولنديين ببناء التحصينات حول المدينة. تجاهل سكان وارسو مطلبه، وأصبحت قيادة الجيش المحلي قلقة بشأن الأعمال الانتقامية المحتملة أو الاعتقالات الجماعية، والتي من شأنها تعطيل قدرتهم على التعبئة. كانت القوات السوفيتية تقترب من وارسو، ودعت المحطات الإذاعية التي يسيطر عليها السوفييت الشعب البولندي إلى رفع السلاح.

في 25 يوليو، صرح اتحاد الوطنيين البولنديين، في بث من موسكو:
«يدعو الجيش البولندي للوطنيين البولنديين... آلاف الإخوة المتعطشين للقتال، لسحق العدو قبل أن يتمكن من التعافي من هزيمته... يجب أن يصبح كل مسكن بولندي معقلًا للكفاح ضد الغزاة...  لا تضيعوا أي لحظة».
في 29 يوليو، وصلت أولى الوحدات المدرعة السوفيتية إلى ضواحي وارسو، حيث تعرضت لهجوم مضاد من قبل اثنين من فيلق الدبابات الألماني: الفرقة 39 والفرقة الرابعة من قوات إس إس. في 29 يوليو 1944، أصدرت محطة راديو كوسيوسكو الموجودة في موسكو عدة مرات نداءً إلى وارسو ودعت إلى قتال الألمان:
«لا شك أن وارسو تسمع بالفعل بنادق المعركة التي ستحررها قريبًا... الجيش البولندي الذي يدخل الأراضي البولندية الآن، والذي تدرب في الاتحاد السوفيتي، انضم الآن إلى الجيش الشعبي لتشكيل فيلق القوات المسلحة البولندية، الذراع المسلحة لأمتنا في نضالها من أجل الاستقلال. وسينضم إلى صفوفها أبناء وارسو غدًا. سوف يطاردون جميعًا، مع جيش الحلفاء، العدو غربًا، ويقضون على حشرات هتلر من الأراضي البولندية ويوجهون ضربة قاتلة إلى وحش الإمبريالية البروسية».
وعقد بور كوموروفسكي وعدد من الضباط اجتماعًا في ذلك اليوم. أعرب جان نوفاك جيزيورسكي، الذي وصل من لندن، عن وجهة نظر مفادها أن المساعدة من الحلفاء ستكون محدودة، لكن رؤاه لم تحظ باهتمام.
«في وقت مبكر من بعد ظهر يوم 31 يوليو، لم يكن لدى أهم القادة السياسيين والعسكريين للمقاومة أي نية لإرسال قواتهم إلى المعركة في الأول من أغسطس. ومع ذلك، ترتبت جلسة إحاطة أخرى في وقت متأخر بعد الظهر لموظفي بور كوموروفسكي الساعة الخامسة. في حوالي الساعة 5.30 مساءً، وصل العقيد مونتر إلى المؤتمر جلسة الإحاطة، إذ أفاد بأن الدبابات الروسية كانت تدخل بالفعل إلى براغا وأصر على البدء الفوري لعمليات الجيش المحلي داخل المدينة وإلا فقد يكون الأوان قد فات. بناء على تقرير مونتر، قرر بور كوموروفسكي أن الوقت قد حان لبدء عملية بورزا في وارسو، على الرغم من قناعته السابقة بعكس ذلك، والتي عبر عنها مرتين خلال ذلك اليوم».

## قراءة مفصلة
طالع http://www.polishresistance-ak.org/FurtherR.htm للمزيد من الكتب حول الموضوع نفسه باللغة الإنكليزية.
- (بالبولندية) Bartoszewski، Władysław T. (1984). Dni Walczącej Stolicy: kronika Powstania Warszawskiego. Warsaw: Muzeum Powstania Warszawskiego; Świat Książki. ISBN:978-83-7391-679-1.
- (بالبولندية) Borkiewicz، Adam (1957). Powstanie warszawskie 1944: zarys działań natury wojskowej. Warsaw: PAX.
- (بالبولندية) Ciechanowski، Jan M. (1987). Powstanie warszawskie: zarys podłoża politycznego i dyplomatycznego. Państwowy Instytut Wydawniczy. ISBN:83-06-01135-X.
- (بالبولندية) Kirchmayer، Jerzy (1978). Powstanie warszawskie. Książka i Wiedza. ISBN:83-05-11080-X.
- (بالبولندية) Przygoński، Antoni (1980). Powstanie warszawskie w sierpniu 1944 r. Państwowy Instytut Wydawniczy. ISBN:83-01-00293-X.
- Borodziej، Włodzimierz (2006). The Warsaw Uprising of 1944. Translated by Barbara Harshav. University of Wisconsin Press. ISBN:978-0-299-20730-4.
- Borowiec، Andrew (2001). Destroy Warsaw! Hitler's punishment, Stalin's revenge. Westport, Connecticut: Praeger. ISBN:0-275-97005-1.
- Ciechanowski، Jan M. (1974). The Warsaw Uprising of 1944. Cambridge University Press. ISBN:0-521-20203-5.
- Davies، Norman (2004). Rising '44. The Battle for Warsaw (ط. 1st U.S.). New York: Viking. ISBN:978-0-670-03284-6.
- Forczyk، Robert (2009). Warsaw 1944; Poland's bid for freedom Osprey Campaign Series #205. Osprey Publishing. ISBN:978-1846033520.
- Karski، Jan (2001). Story of a Secret State. Safety Harbor, Florida: Simon Publications. ISBN:978-1-931541-39-8.
- Komorowski، Tadeusz (1984). The Secret Army (ط. 1st U.S.). Nashville: Battery Press. ISBN:978-0-89839-082-7.
- Blejwas، Stanley. "A Heroic Uprising in Poland". A Heroic Uprising in Poland. مؤرشف من الأصل في 2018-01-31. اطلع عليه بتاريخ 2 Septemer 2010. {{استشهاد ويب}}: تحقق من التاريخ في: |تاريخ الوصول= (مساعدة)

## وصلات خارجية
- Warschau – Der letzte Blick صور فضائية ألمانية لوارسو أُلطقتت في الأيام الأخيرة قبل اندلاع الانتفاضة

- Count Ralph Smorczewski – من ممتلكات Daily Telegraph
- لقاء إذاعي مع ستيفان بايوك، أحد قدامى عناصر حركة المقاومة البولندية من Radio Netherlands Worldwide